# Teorema fundamental da aritmética
O Teorema Fundamental da Aritmética sustenta que todos os números inteiros positivos maiores que 1 podem ser decompostos num produto de números primos, sendo esta decomposição única a menos de permutações dos fatores.
As proposições do Livro XII de Os Elementos de Euclides praticamente demonstraram este teorema que também foi exposto no Livro IX. O teorema só foi demonstrado e proposto por Carl Friedrich Gauss em 1796.

## Livro VII deOs Elementosde Euclides
O Livro VII, com 39 proposições, é totalmente aritmético e estuda as propriedades dos números naturais e suas relações. Ele apresenta três proposições que motivaram o Teorema Fundamental da Aritmética:

### ProposiçãoVII-30:
"Caso dois números, sendo multiplicados entre si, façam algum, e algum número primo meça o produzido deles, medirá também um dos do princípio."

#### Demonstração de"Os Elementos"

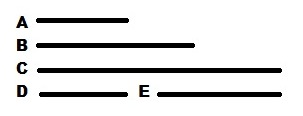

"Façam, pois, dos dois números A, B, sendo multiplicados entre si, o C, e algum número primo, o D, meça o C; diga que o D mede um dos A, B. Não meça, pois, o A; e o D é primo, portanto, os A, D são primos entre si. E tantas vezes o D mede o C, quantas unidades no E, portanto o D, tendo multiplicado o E, fez o C. Mas, certamente, também o A, tendo multiplicado o B, fez o C; portanto, os dois D, E é igual aos dois A, B. Portanto, como D está para A, assim o B para o E. E os D, A são primos, e os primos são também os menores, e os menores medem os que têm as a mesma razão, o mesmo número de vezes, tanto o maior, o maior quanto o menos, o menos, isto é, tanto o antecedente, o antecedente quanto o consequente, o consequente; portanto, o D mede o B. Do mesmo modo, então, provaremos que também, caso não meça o B, medirá o A. Portanto, o D mede um dos A, B; o que era preciso prova."

### ProposiçãoVII-31
"Todo número composto é medido por algum número primo."

#### Demonstração de "Os Elementos"
"Seja o número composto A; digo que o A é medido por algum número primo. Pois, como o A é composto, algum número o medirá. Meça, e seja o B. E se, por um lado, o B é primo, o prescrito aconteceria. Se, por outro lado, é composto, algum número o medirá. Meça, e seja o C. E como o C mede o B, e o B mede o A, portanto também o C mede o A. E se, por um lado, o C é primo, o prescrito aconteceria. Se, por outro lado é composto, outro número o medirá. Sendo então produzida uma investigação como essa, algum número primo será tomado, que medirá. Pois, se não for tomado, ilimitados números medirão o A, cada um dos quais é menor do que o outro; o que é impossível nos números. Portanto, algum número primo será tomado, que medirá o antes dele mesmo, que também medirá o A. Portanto, todo número composto é medido por algum número primo o que era preciso prova."

### ProposiçãoVII-32
"Todo número ou é primo ou é medido por algum primo."

#### Demonstração de "Os  Elementos"
"Seja o número A; digo que o A ou é primo ou é medido por algum número primo. Se, por um lado, o A é primo, o prescrito aconteceria. Se, por outro lado, é composto, algum número primo o medirá. Portanto, todo número ou é primo ou é medido por algum número primo; o que era preciso prova."

## Demonstração do Teorema Fundamental da Aritmética

### Teorema
Seja {\displaystyle a>1} um inteiro positivo. Então, existem primos positivos {\displaystyle {p_{1}}\leq {p_{2}}\leq {...}\leq {p_{t}}} tais que {\displaystyle a=p_{1}p_{2}...p_{t},} e essa decomposição é única.
Demonstração:
Existência de uma decomposição
Será usado para esta demonstração o Princípio de indução completa.
Para {\displaystyle a=2} existe uma decomposição trivial em números primos, já que 2 é, ele próprio, um número primo. Suponhamos agora que existe uma decomposição para todo inteiro {\displaystyle {b},\ {2}\leq {b}<a.} Mostraremos que também vale para {\displaystyle a.}
Se {\displaystyle a} é primo, admite a decomposição trivial. Caso contrário, {\displaystyle a} admite um divisor positivo {\displaystyle b} tal que {\displaystyle 1<b<a.} Isto é, {\displaystyle a=bc,} e temos também {\displaystyle 1<c<a.} Pela hipótese de indução, {\displaystyle b} e {\displaystyle c} podem ser escritos como produtos de primos, na forma {\displaystyle b=p_{1}...p_{s},} {\displaystyle c=q_{1}...q_{k}.}
Substituindo, temos {\displaystyle a=p_{1}...p_{s}q_{1}...q_{k},} e o resultado também vale para {\displaystyle a.}
Unicidade da decomposição
Dado um inteiro {\displaystyle a,} ele poderia admitir, em princípio, mais de uma decomposição em produto de fatores primos. Será chamado comprimento de uma decomposição ao número de fatores que nela comparecem.
A demonstração será feita por indução no comprimento de uma decomposição de {\displaystyle a.}
Suponhamos que {\displaystyle a} admita uma decomposição do tipo {\displaystyle a=p_{1},} onde {\displaystyle p_{1}} é primo, e que vale
{\displaystyle a=p_{1}=q_{1}q_{2}...q_{s},}
em que {\displaystyle {q_{1}}\leq {q_{2}}\leq {...}\leq {q_{s}}} são primos positivos. Como {\displaystyle q_{1}} divide {\displaystyle q_{1}q_{2}...q_{s},} {\displaystyle q_{1}} também divide {\displaystyle p_{1},} que é primo. Então, devemos ter {\displaystyle p_{1}=q_{1}.} Cancelando, vem {\displaystyle 1=q_{2}...q_{s}.} Se {\displaystyle s>1,} teríamos que o primo {\displaystyle q_{2}} seria invertível, uma contradição. Assim, {\displaystyle s=1} e, como já provamos que {\displaystyle p_{1}=q_{1},} o primeiro passo de indução está verificado.
Suponhamos agora o resultado verdadeiro para todo inteiro que admita uma decomposição de comprimento {\displaystyle {k}\geq {1},} e seja {\displaystyle a} um inteiro com uma decomposição  de comprimento {\displaystyle k+1.} Se {\displaystyle a} admitisse outra decomposição, temos
{\displaystyle a=p_{1}...p_{k+1}=q_{1}...q_{s},}
em que {\displaystyle {q_{1}}\leq {q_{2}}\leq {...}\leq {q_{s}}} são primos positivos.
Como na primeira parte, {\displaystyle q_{1}} divide {\displaystyle p_{1}...p_{k+1}} e temos que {\displaystyle q_{1}} divide {\displaystyle p_{i},} para algum {\displaystyle i} (Lema de Euclides). Como {\displaystyle p_{i}} é primo, devemos ter novamente que {\displaystyle q_{1}=p_{i}.} Em particular, {\displaystyle {q_{1}}\geq {p_{1}}.}
De forma análoga, pode-se obter que {\displaystyle p_{1}=q_{j},} para algum j. Logo, {\displaystyle {p_{1}}\geq {q_{1}}.} De ambas as desigualdades, vem que {\displaystyle p_{1}=q_{1}.} Finalmente, cancelando em {\displaystyle a=p_{1}...p_{k+1}=q_{1}...q_{s},} temos que
{\displaystyle p_{2}...p_{k+1}=q_{2}...q_{s}.}
Agora, o primeiro membro da igualdade tem uma decomposição de comprimento {\displaystyle k,} logo, da hipótese de indução, admite uma única decomposição. Assim, temos {\displaystyle k=s-1,} donde {\displaystyle k+1=s} e {\displaystyle p_{i}=q_{i},} para {\displaystyle i=2,...,k+1.} Como já provamos que {\displaystyle p_{1}=q_{1},} ambas as expressões de {\displaystyle a} coincidem.
Agrupando os primos eventualmente repetidos na decomposição de {\displaystyle a,} podemos enunciar o teorema anterior de forma levemente diferente. Também podemos estendê-lo a números negativos.

### Teorema Fundamental da Aritmética
Seja {\displaystyle a} um inteiro diferente de 0, 1 e -1. Então, existem primos positivos {\displaystyle p_{1}<p_{2}<...<p_{r}} e inteiros positivos {\displaystyle n_{1},n_{2},...,n_{r}} tais que {\displaystyle a=\pm p_{1}^{n_{1}}...p_{r}^{n_{r}}.} Além disso, essa decomposição é única.
Demonstração:
Temos que {\displaystyle a=\pm |a|,} conforme {\displaystyle a} seja positivo ou negativo. Como {\displaystyle |a|} é positivo, do teorema anterior, temos que existem primos {\displaystyle {p_{1}}\leq {p_{2}}\leq {...}\leq {p_{t}}} tais que
{\displaystyle a=\pm p_{1}p_{2}...p_{t}.}
Agrupando os primos eventualmente repetidos, podemos escrever
{\displaystyle a=\pm p_{1}^{n_{1}}...p_{r}^{n_{r}}.}
A unicidade segue diretamente do teorema anterior.
Está, portanto, demonstrado o Teorema Fundamental da Aritmética.